# Elapoidis fusca
Elapoidis fusca är en ormart som beskrevs av Boie 1827. Elapoidis fusca är ensam i släktet Elapoidis som ingår i familjen snokar. Inga underarter finns listade i Catalogue of Life.
Arten är med en längd upp till 75 cm en liten orm. Den förekommer på Borneo, Sumatra och Java. Habitatet kan variera men det behöver vara fuktigt. Individerna hittas ofta i kulliga områden. Valet av födan är inte känt. Honor lägger ägg.
IUCN kategoriserar arten globalt som livskraftig.